# The Didjits
The Didjits var ett punkrockband från Matton i Illinois, USA. Bandet bestod till en början av medlemmarna Rick Sims (ibland kallad Rick Didjit), Doug Evans och Brad Sims och grundades 1983. De släppte sitt första album Fizzjob 1986 via skivbolaget Bam Bam Records, men de hade tidigare lanserat demoutgivningar såsom Whoop My Head och Signifies My Go-T. 1988 släpptes albumet Hey Judester via Touch and Go Records och det följdes upp av tre album på samma skivbolag: Hornet Piñata (1990), Full Nelson Reilly (1991) samt Que Sirhan Sirhan (1993). 1992 lämnade Brad Sims The Didjits och hans plats fylldes tillfälligt av Rey Washam innan Todd Cole tog över. Bandet splittrades under 1994, men de uppträdde tillsammans den 9 september 2006 under firandet av Touch and Go Records 25-årsjubileum.